# Jake McDorman
John Allen McDorman IV, más conocido como Jake McDorman (Dallas, Texas, 8 de julio de 1986), es un actor estadounidense.

## Biografía

### Primeros años
McDorman nació en Dallas, Texas, hijo de Deborah Gale y John Allen McDorman III. Tiene una hermana más joven, Morgan, y una hermana mayor, Mandy. Después de su deserción de los Boy Scouts de América empezó su carrera como actor. Consiguió su primer trabajo interpretando a un Boy Scout en una película de la industria acerca de la importancia del Movimiento Scout. McDorman estudió interpretación en el Actors Studio de Dallas joven y asistió a Richardson High School, Westwood Secundaria y Northwood Hills Elementary en Texas.

## Filmografía

### Películas
| Año  | Título                                  | Rol             | Notas         |
| ---- | --------------------------------------- | --------------- | ------------- |
| 2005 | Echoes of Innocence                     | Dave            |               |
| 2006 | Aquamarine                              | Raymond         |               |
| 2006 | Bring It On: All or Nothing             | Brad Warner     |               |
| 2007 | Live Free or Die Hard                   | Jim             |               |
| 2008 | Moment                                  | Man             |               |
| 2010 | See You on the Other Side               | James           | Cortometraje  |
| 2014 | American Sniper                         | Ryan Job        |               |
| 2015 | Always Watching: A Marble Hornets Story | Charlie MacNeel |               |
| 2015 | See You in Valhalla                     | Magnus Burwood  |               |
| 2016 | Me Him Her                              | Griffin         |               |
| 2017 | Lady Bird                               | Mr. Bruno       |               |
| 2018 | Ideal Home                              | Beau Brumble    |               |
| 2018 | Unlovable                               | Jesse           |               |
| 2018 | The Escape of Prisoner 614              | Thurman Hayford |               |
| 2019 | Spring Bloom                            | Chef            | posproducción |
| 2020 | Happiest Season                         | Connor          |               |

### Televisión
| Año       | Título                  | Rol                | Notas                                         |
| --------- | ----------------------- | ------------------ | --------------------------------------------- |
| 2003      | Run of the House        | Scott Banks        | 2 episodios                                   |
| 2004-2005 | Quintuplets             | Parker Chase       | 22 episodios                                  |
| 2006      | House                   | Dan                | Episodio: "Safe"                              |
| 2006      | CSI: Miami              | Carl Thornton      | Episodio: "Going, Going, Gone"                |
| 2007      | Cold Case               | Tanner             | Episodio: "Knuckle Up"                        |
| 2007-2011 | Greek                   | Evan Chambers      | 70 episodios                                  |
| 2011      | Memphis Beat            | Shane Vereen       | Episodio: "Inside Man"                        |
| 2011      | The Craigslist Killer   | Philip Markoff     | Película de televisión                        |
| 2012      | Are You There, Chelsea? | Rick Miller        | 12 episodio                                   |
| 2012      | The Newsroom            | Tate Brady         | Episodio: "The Blackout, Part 2: Mock Debate" |
| 2013-2014 | Shameless               | Mike Pratt         | 10 episodios                                  |
| 2014      | Manhattan Love Story    | Peter              | 11 episodios                                  |
| 2015-2016 | Limitless               | Brian Finch        | 22 episodios                                  |
| 2018      | Murphy Brown            | Avery Brown        | 12 episodios                                  |
| 2019      | Watchmen                | Capitán Metrópolis | 1 episodio                                    |
| 2020      | The Right Stuff         | Alan Shepard       | En curso                                      |

### Premios
2004: The Teen Choice Awards 2004 como él mismo